# Saison 2017-2018 du Jazz de l'Utah
La saison 2017-2018 du Jazz de l'Utah est la 44e saison de la franchise en National Basketball Association (NBA) et la 39e saison dans la ville de Salt Lake City.

## Draft
| Tour | Choix | Joueur              | Poste | Nationalité | Provenance                       |
| ---- | ----- | ------------------- | ----- | ----------- | -------------------------------- |
| 1    | 13    | Donovan Mitchell    | SG    | États-Unis  | Cardinals de Louisville          |
| 1    | 28    | Tony Bradley        | PF/C  | États-Unis  | Tar Heels de la Caroline du Nord |
| 2    | 55    | Nigel Williams-Goss | PG    | États-Unis  | Bulldogs de Gonzaga              |

## Matchs

### Summer League
| Summer League Total: 3-4 |

| Match | Date match | Équipe       | Score    | Meilleur marqueur     | Meilleur rebondeur    | Meilleur passeur   | Lieux Spectateurs      | Série |
| ----- | ---------- | ------------ | -------- | --------------------- | --------------------- | ------------------ | ---------------------- | ----- |
| 1     | 3 juillet  | San Antonio  | V 87-74  | Donovan Mitchell (23) | Julian Wright (8)     | Exum, Mitchell (5) | Jon M. Huntsman Center | 1 - 0 |
| 2     | 5 juillet  | Philadelphie | V 100-94 | Dante Exum (26)       | Eric Griffin (8)      | Dante Exum (10)    | Jon M. Huntsman Center | 2 - 0 |
| 3     | 6 juillet  | Boston       | V 68-65  | Dante Exum (16)       | James Southerland (7) | Dante Exum (4)     | Jon M. Huntsman Center | 3 - 0 |

| Match | Date match | Équipe        | Score        | Meilleur marqueur     | Meilleur rebondeur | Meilleur passeur        | Lieux                | Série |
| ----- | ---------- | ------------- | ------------ | --------------------- | ------------------ | ----------------------- | -------------------- | ----- |
| 1     | 8 juillet  | Portland      | D 63-72      | Donovan Mitchell (19) | Joel Bolomboy (8)  | Tyrone Wallace (3)      | Cox Pavilion         | 0 - 1 |
| 2     | 9 juillet  | L.A. Clippers | D 67-86      | Tony Bradley (16)     | Tony Bradley (9)   | Nigel Williams-Goss (8) | Cox Pavilion         | 0 - 2 |
| 3     | 11 juillet | Memphis       | D 84-84 (OT) | Donovan Mitchell (37) | Eric Griffin (11)  | Eric Griffin (3)        | Thomas & Mack Center | 0 - 3 |
| 4     | 12 juillet | Phoenix       | D 81-97      | Eric Griffin (18)     | Eric Griffin (10)  | Nigel Williams-Goss (4) | Cox Pavilion         | 0 - 4 |

### Pré-saison
| Pré-saison Total: 5-0 (Domicile : 3-0 ; Extérieur : 2-0) |

| Match | Date match | Équipe        | Score     | Meilleur marqueur | Meilleur rebondeur | Meilleur passeur  | Lieux Spectateurs          | Série |
| ----- | ---------- | ------------- | --------- | ----------------- | ------------------ | ----------------- | -------------------------- | ----- |
| 1     | 2 octobre  | Sydney Kings  | V 108-93  | Rodney Hood (18)  | Rudy Gobert (10)   | Joe Ingles (5)    | Vivint Smart Home Arena    | 1 - 0 |
| 2     | 4 octobre  | Maccabi Haïfa | V 117-78  | Alec Burks (16)   | Alec Burks (8)     | Dante Exum (6)    | Vivint Smart Home Arena    | 2 - 0 |
| 3     | 6 octobre  | Phoenix       | V 112-101 | Hood, Burks (19)  | Rudy Gobert (12)   | Trois joueurs (3) | Vivint Smart Home Arena    | 3 - 0 |
| 4     | 9 octobre  | @ Phoenix     | V 120-102 | Ricky Rubio (20)  | Derrick Favors (6) | Alec Burks (5)    | Talking Stick Resort Arena | 4 - 0 |
| 5     | 10 octobre | @ L.A. Lakers | V 105-99  | Rudy Gobert (29)  | Rudy Gobert (13)   | Ricky Rubio (6)   | Staples Center             | 5 - 0 |

### Saison régulière
| Saison régulière Total: 48-34 (Domicile : 28-13 ; Extérieur : 20-21) |

| Match | Date match | Équipe         | Score    | Meilleur marqueur     | Meilleur rebondeur   | Meilleur passeur     | Lieux                      | Série |
| ----- | ---------- | -------------- | -------- | --------------------- | -------------------- | -------------------- | -------------------------- | ----- |
| 1     | 18 octobre | Denver         | V 106-96 | Rudy Gobert (18)      | Rudy Gobert (10)     | Ricky Rubio (10)     | Vivint Smart Home Arena    | 1 - 0 |
| 2     | 20 octobre | @ Minnesota    | D 97-100 | Rodney Hood (20)      | Rudy Gobert (13)     | Ricky Rubio (10)     | Target Center              | 1 - 1 |
| 3     | 21 octobre | Oklahoma City  | V 96-87  | Joe Ingles (19)       | Rudy Gobert (13)     | Donovan Mitchell (6) | Vivint Smart Home Arena    | 2 - 1 |
| 4     | 24 octobre | @ L.A Clippers | D 84-102 | Donovan Mitchell (19) | Thabo Sefolosha (12) | Ricky Rubio (5)      | Staples Center             | 2 - 2 |
| 5     | 25 octobre | @ Phoenix      | D 88-97  | Rodney Hood (22)      | Rudy Gobert (14)     | Ricky Rubio (11)     | Talking Stick Resort Arena | 2 - 3 |
| 6     | 28 octobre | L.A. Lakers    | V 96-81  | Donovan Mitchell (22) | Derrick Favors (10)  | Trois joueurs (4)    | Vivint Smart Home Arena    | 3 - 3 |
| 7     | 30 octobre | Dallas         | V 104-89 | Rodney Hood (25)      | Rudy Gobert (12)     | Trois joueurs (6)    | Vivint Smart Home Arena    | 4 - 3 |

| Match | Date match   | Équipe          | Score          | Meilleur marqueur     | Meilleur rebondeur  | Meilleur passeur     | Lieux                   | Série   |
| ----- | ------------ | --------------- | -------------- | --------------------- | ------------------- | -------------------- | ----------------------- | ------- |
| 8     | 1er novembre | Portland        | V 112-103 (OT) | Ricky Rubio (30)      | Rudy Gobert (10)    | Joe Ingles (5)       | Vivint Smart Home Arena | 5 - 3   |
| 9     | 3 novembre   | Toronto         | D 100-109      | Donovan Mitchell (25) | Favors, Gobert (7)  | Joe Ingles (6)       | Vivint Smart Home Arena | 5 - 4   |
| 10    | 5 novembre   | @ Houston       | D 110-137      | Donovan Mitchell (17) | Rudy Gobert (5)     | Donovan Mitchell (4) | Toyota Center           | 5 - 5   |
| 11    | 7 novembre   | Philadelphie    | D 97-104       | Rodney Hood (19)      | Rudy Gobert (15)    | Ricky Rubio (8)      | Vivint Smart Home Arena | 5 - 6   |
| 12    | 10 novembre  | Miami           | D 74-84        | Rodney Hood (19)      | Rudy Gobert (12)    | Joe Ingles (5)       | Vivint Smart Home Arena | 5 - 7   |
| 13    | 11 novembre  | Brooklyn        | V 114-106      | Donovan Mitchell (26) | Derrick Favors (12) | Ricky Rubio (8)      | Vivint Smart Home Arena | 6 - 7   |
| 14    | 13 novembre  | Minnesota       | D 98-109       | Donovan Mitchell (24) | Derrick Favors (10) | Raul Neto (6)        | Vivint Smart Home Arena | 6 - 8   |
| 15    | 15 novembre  | @ New York      | D 101-106      | Rodney Hood (30)      | Derrick Favors (10) | Derrick Favors (5)   | Madison Square Garden   | 6 - 9   |
| 16    | 17 novembre  | @ Brooklyn      | D 107-118      | Raul Neto (22)        | Trois joueurs (7)   | Donovan Mitchell (8) | Barclays Center         | 6 - 10  |
| 17    | 18 novembre  | @ Orlando       | V 125-85       | Rodney Hood (31)      | Derrick Favors (11) | Raul Neto (7)        | Amway Center            | 7 - 10  |
| 18    | 20 novembre  | @ Philadelphie  | D 86-107       | Donovan Mitchell (17) | Derrick Favors (7)  | Donovan Mitchell (5) | Wells Fargo Center      | 7 - 11  |
| 19    | 22 novembre  | Chicago         | V 110-80       | Derrick Favors (23)   | Derrick Favors (7)  | Donovan Mitchell (7) | Vivint Smart Home Arena | 8 - 11  |
| 20    | 25 novembre  | Milwaukee       | V 121-108      | Donovan Mitchell (24) | Derrick Favors (6)  | Joe Ingles (9)       | Vivint Smart Home Arena | 9 - 11  |
| 21    | 28 novembre  | Denver          | V 106-77       | Derrick Favors (24)   | Derrick Favors (9)  | Joe Ingles (6)       | Vivint Smart Home Arena | 10 - 11 |
| 22    | 30 novembre  | @ L.A. Clippers | V 126-107      | Alec Burks (28)       | Derrick Favors (12) | Trois joueurs (6)    | Staples Center          | 11 - 11 |

| Match | Date match   | Équipe          | Score     | Meilleur marqueur     | Meilleur rebondeur   | Meilleur passeur     | Lieux                     | Série   |
| ----- | ------------ | --------------- | --------- | --------------------- | -------------------- | -------------------- | ------------------------- | ------- |
| 23    | 1er décembre | New Orleans     | V 114-108 | Donovan Mitchell (41) | Derrick Favors (11)  | Joe Ingles (7)       | Vivint Smart Home Arena   | 12 - 11 |
| 24    | 4 décembre   | Washington      | V 116-69  | Alec Burks (27)       | Rudy Gobert (10)     | Royce O'Neale (6)    | Vivint Smart Home Arena   | 13 - 11 |
| 25    | 5 décembre   | @ Oklahoma City | V 94-100  | Donovan Mitchell (31) | Thabo Sefolosha (8)  | Burks, Rubio (5)     | Chesapeake Energy Arena   | 13 - 12 |
| 26    | 7 décembre   | Houston         | D 101-112 | Donovan Mitchell (26) | Rudy Gobert (9)      | Ingles, Mitchell (4) | Vivint Smart Home Arena   | 13 - 13 |
| 27    | 9 décembre   | @ Milwaukee     | D 100-117 | Gobert, Burks (20)    | Rudy Gobert (9)      | Ricky Rubio (7)      | BMO Harris Bradley Center | 13 - 14 |
| 28    | 13 décembre  | @ Chicago       | D 100-103 | Donovan Mitchell (32) | Rudy Gobert (11)     | Donovan Mitchell (6) | United Center             | 13 - 15 |
| 29    | 15 décembre  | @ Boston        | V 107-95  | Ricky Rubio (22)      | Ekpe Udoh (9)        | Donovan Mitchell (9) | TD Garden                 | 14 - 15 |
| 30    | 16 décembre  | @ Cleveland     | D 100-109 | Donovan Mitchell (26) | Ekpe Udoh (9)        | Joe Ingles (9)       | Quicken Loans Arena       | 14 - 16 |
| 31    | 18 décembre  | @ Houston       | D 99-120  | Rodney Hood (26)      | Jerebko, Udoh (5)    | Trois joueurs (4)    | Toyota Center             | 14 - 17 |
| 32    | 20 décembre  | @ Oklahoma City | D 79-107  | Rodney Hood (17)      | Jonas Jerebko (8)    | Alec Burks (4)       | Chesapeake Energy Arena   | 14 - 18 |
| 33    | 21 décembre  | San Antonio     | V 100-89  | Rodney Hood (29)      | Ricky Rubio (11)     | Ricky Rubio (7)      | Vivint Smart Home Arena   | 15 - 18 |
| 34    | 23 décembre  | Oklahoma City   | D 89-103  | Donovan Mitchell (29) | Favors, Ingles (8)   | Ingles, Rubio (5)    | Vivint Smart Home Arena   | 15 - 19 |
| 35    | 26 décembre  | @ Denver        | D 83-107  | Derrick Favors (20)   | Joe Ingles (7)       | Ricky Rubio (7)      | Pepsi Center              | 15 - 20 |
| 36    | 27 décembre  | @ Golden State  | D 101-126 | Rodney Hood (26)      | Derrick Favors (10)  | Joe Ingles (7)       | Oracle Arena              | 15 - 21 |
| 37    | 30 décembre  | Cleveland       | V 104-101 | Donovan Mitchell (29) | Thabo Sefolosha (12) | Ricky Rubio (8)      | Vivint Smart Home Arena   | 16 - 21 |

| Match | Date match | Équipe           | Score        | Meilleur marqueur     | Meilleur rebondeur  | Meilleur passeur     | Lieux                   | Série   |
| ----- | ---------- | ---------------- | ------------ | --------------------- | ------------------- | -------------------- | ----------------------- | ------- |
| 38    | 3 janvier  | Nouvelle-Orléans | D 98-108     | Donovan Mitchell (24) | Derrick Favors (9)  | Ricky Rubio (7)      | Vivint Smart Home Arena | 16 - 22 |
| 39    | 5 janvier  | @ Denver         | D 91-99      | Mitchell, Rubio (15)  | Derrick Favors (10) | Joe Ingles (9)       | Pepsi Center            | 16 - 23 |
| 40    | 7 janvier  | @ Miami          | D 102-103    | Donovan Mitchell (27) | Derrick Favors (10) | Ricky Rubio (6)      | American Airlines Arena | 16 - 24 |
| 41    | 10 janvier | @ Washington     | V 107-104    | Ricky Rubio (21)      | Ekpe Udoh (9)       | Joe Ingles (6)       | Capital One Arena       | 17 - 24 |
| 42    | 12 janvier | @ Charlotte      | D 88-99      | Donovan Mitchell (35) | Royce O'Neale (10)  | Joe Ingles (6)       | Spectrum Center         | 17 - 25 |
| 43    | 15 janvier | Indiana          | D 94-109     | Donovan Mitchell (23) | Derrick Favors (7)  | Raul Neto (3)        | Vivint Smart Home Arena | 17 - 26 |
| 44    | 17 janvier | @ Sacramento     | V 120-105    | Donovan Mitchell (34) | Derrick Favors (11) | Ricky Rubio (7)      | Golden 1 Center         | 18 - 26 |
| 45    | 19 janvier | New York         | D 115-117    | Rudy Gobert (23)      | Rudy Gobert (14)    | Donovan Mitchell (7) | Vivint Smart Home Arena | 18 - 27 |
| 46    | 20 janvier | L.A. Clippers    | V 125-113    | Donovan Mitchell (23) | Derrick Favors (12) | Donovan Mitchell (7) | Vivint Smart Home Arena | 19 - 27 |
| 47    | 22 janvier | @ Atlanta        | D 90-104     | Alec Burks (17)       | Rudy Gobert (10)    | Ricky Rubio (6)      | Philips Arena           | 19 - 28 |
| 48    | 24 janvier | @ Détroit        | V 98-95 (OT) | Gobert, Mitchell (15) | Favors, Rubio (10)  | Joe Ingles (7)       | Little Caesars Arena    | 20 - 28 |
| 49    | 26 janvier | @ Toronto        | V 97-93      | Donovan Mitchell (26) | Rudy Gobert (15)    | Ricky Rubio (6)      | Centre Air Canada       | 21 - 28 |
| 50    | 30 janvier | Golden State     | V 129-99     | Ricky Rubio (23)      | Derrick Favors (10) | Ricky Rubio (11)     | Vivint Smart Home Arena | 22 - 28 |

| Match                  | Date match | Équipe             | Score     | Meilleur marqueur     | Meilleur rebondeur  | Meilleur passeur     | Lieux                      | Série   |
| ---------------------- | ---------- | ------------------ | --------- | --------------------- | ------------------- | -------------------- | -------------------------- | ------- |
| 51                     | 2 février  | @ Phoenix          | V 129-97  | Donovan Mitchell (40) | Derrick Favors (10) | Ricky Rubio (9)      | Talking Stick Resort Arena | 23 - 28 |
| 52                     | 3 février  | @ San Antonio      | V 120-111 | Ricky Rubio (34)      | Rudy Gobert (10)    | Ricky Rubio (9)      | AT&T Center                | 24 - 28 |
| 53                     | 5 février  | @ Nouvelle-Orléans | V 133-109 | Rodney Hood (30)      | Rudy Gobert (10)    | Ricky Rubio (11)     | Smoothie King Center       | 25 - 28 |
| 54                     | 7 février  | @ Memphis          | V 92-88   | Ricky Rubio (29)      | Rudy Gobert (12)    | Joe Ingles (4)       | FedExForum                 | 26 - 28 |
| 55                     | 9 février  | Charlotte          | V 106-94  | Donovan Mitchell (25) | Rudy Gobert (11)    | Ricky Rubio (7)      | Vivint Smart Home Arena    | 27 - 28 |
| 56                     | 11 février | @ Portland         | V 115-96  | Donovan Mitchell (27) | Trois joueurs (11)  | Royce O'Neale (6)    | Moda Center                | 28 - 28 |
| 57                     | 12 février | San Antonio        | V 101-99  | Donovan Mitchell (25) | Rudy Gobert (12)    | Ingles, Mitchell (5) | Vivint Smart Home Arena    | 29 - 28 |
| 58                     | 14 février | Phoenix            | V 107-97  | Donovan Mitchell (24) | Rudy Gobert (17)    | Donovan Mitchell (7) | Vivint Smart Home Arena    | 30 - 28 |
| NBA All-Star Game 2018 |            |                    |           |                       |                     |                      |                            |         |
| 59                     | 23 février | Portland           | D 81-100  | Donovan Mitchell (21) | Favors, Gobert (9)  | Royce O'Neale (4)    | Vivint Smart Home Arena    | 30 - 29 |
| 60                     | 24 février | Dallas             | V 97-90   | Donovan Mitchell (25) | Rudy Gobert (10)    | Joe Ingles (8)       | Vivint Smart Home Arena    | 31 - 29 |
| 61                     | 26 février | Houston            | D 85-96   | Rudy Gobert (17)      | Jonas Jerebko (8)   | Crowder, Rubio (5)   | Vivint Smart Home Arena    | 31 - 30 |

| Match | Date match | Équipe             | Score          | Meilleur marqueur     | Meilleur rebondeur | Meilleur passeur     | Lieux                    | Série   |
| ----- | ---------- | ------------------ | -------------- | --------------------- | ------------------ | -------------------- | ------------------------ | ------- |
| 62    | 2 mars     | Minnesota          | V 116-108      | Gobert, Mitchell (26) | Rudy Gobert (16)   | Ricky Rubio (7)      | Vivint Smart Home Arena  | 32 - 30 |
| 63    | 3 mars     | @ Sacramento       | V 98-91        | Donovan Mitchell (27) | Rudy Gobert (12)   | Ricky Rubio (6)      | Golden 1 Center          | 33 - 30 |
| 64    | 5 mars     | Orlando            | V 94-80        | Rudy Gobert (21)      | Rudy Gobert (17)   | Ingles, Rubio (8)    | Vivint Smart Home Arena  | 34 - 30 |
| 65    | 7 mars     | @ Indiana          | V 104-84       | Rudy Gobert (23)      | Rudy Gobert (14)   | Joe Ingles (10)      | Bankers Life Fieldhouse  | 35 - 30 |
| 66    | 9 mars     | @ Memphis          | V 95-78        | Jae Crowder (22)      | Gobert, Rubio (10) | Donovan Mitchell (6) | FedEx Forum              | 36 - 30 |
| 67    | 11 mars    | @ Nouvelle-Orléans | V 116-99       | Ricky Rubio (30)      | Rudy Gobert (16)   | Ricky Rubio (7)      | Smoothie King Center     | 37 - 30 |
| 68    | 13 mars    | Détroit            | V 110-79       | Rudy Gobert (22)      | Rudy Gobert (12)   | Ricky Rubio (9)      | Vivint Smart Home Arena  | 38 - 30 |
| 69    | 15 mars    | Phoenix            | V 116-88       | Donovan Mitchell (23) | Rudy Gobert (13)   | Ricky Rubio (11)     | Vivint Smart Home Arena  | 39 - 30 |
| 70    | 17 mars    | Sacramento         | V 103-97       | Donovan Mitchell (28) | Rudy Gobert (13)   | Joe Ingles (9)       | Vivint Smart Home Arena  | 40 - 30 |
| 71    | 20 mars    | Atlanta            | D 94-99        | Donovan Mitchell (24) | Rudy Gobert (16)   | Joe Ingles (7)       | Vivint Smart Home Arena  | 40 - 31 |
| 72    | 22 mars    | @ Dallas           | V 119-112      | Donovan Mitchell (26) | Favors, Gobert (7) | Joe Ingles (10)      | American Airlines Center | 41 - 31 |
| 73    | 23 mars    | @ San Antonio      | D 120-124 (OT) | Donovan Mitchell (35) | Favors, Gobert (8) | Ricky Rubio (9)      | AT&T Center              | 41 - 32 |
| 74    | 25 mars    | @ Golden State     | V 110-91       | Donovan Mitchell (21) | Rudy Gobert (15)   | Joe Ingles (8)       | Oracle Arena             | 42 - 32 |
| 75    | 28 mars    | Boston             | D 94-97        | Donovan Mitchell (22) | Rudy Gobert (11)   | Ricky Rubio (10)     | Vivint Smart Home Arena  | 42 - 33 |
| 76    | 30 mars    | Memphis            | V 107-97       | Donovan Mitchell (22) | Rudy Gobert (10)   | Joe Ingles (10)      | Vivint Smart Home Arena  | 43 - 33 |

| Match | Date match | Équipe        | Score     | Meilleur marqueur     | Meilleur rebondeur  | Meilleur passeur    | Lieux                   | Série   |
| ----- | ---------- | ------------- | --------- | --------------------- | ------------------- | ------------------- | ----------------------- | ------- |
| 77    | 1er avril  | @ Minnesota   | V 121-97  | Ricky Rubio (23)      | Rudy Gobert (13)    | Joe Ingles (9)      | Target Center           | 44 - 33 |
| 78    | 3 avril    | L.A. Lakers   | V 117-110 | Ricky Rubio (31)      | Rudy Gobert (16)    | Ricky Rubio (8)     | Vivint Smart Home Arena | 45 - 33 |
| 79    | 5 avril    | L.A. Clippers | V 117-95  | Donovan Mitchell (19) | Rudy Gobert (10)    | Joe Ingles (9)      | Vivint Smart Home Arena | 46 - 33 |
| 80    | 8 avril    | @ L.A. Lakers | V 112-97  | Donovan Mitchell (28) | Derrick Favors (13) | Joe Ingles (10)     | Staples Center          | 47 - 33 |
| 81    | 10 avril   | Golden State  | V 119-79  | Donovan Mitchell (22) | Derrick Favors (9)  | Joe Ingles (8)      | Vivint Smart Home Arena | 48 - 33 |
| 82    | 11 avril   | @ Portland    | D 93-102  | Mitchell, Rubio (17)  | Rudy Gobert (13)    | Mitchell, Rubio (5) | Moda Center             | 48 - 34 |

### Playoffs
| Playoffs Total: 5-6 (Domicile : 3-2 ; Extérieur : 2-4) |

| Match | Date match | Équipe          | Score     | Meilleur marqueur     | Meilleur rebondeur    | Meilleur passeur | Lieux Spectateurs       | Série |
| ----- | ---------- | --------------- | --------- | --------------------- | --------------------- | ---------------- | ----------------------- | ----- |
| 1     | 15 avril   | @ Oklahoma City | D 108-116 | Donovan Mitchell (27) | Donovan Mitchell (10) | Ricky Rubio (5)  | Chesapeake Energy Arena | 0 - 1 |
| 2     | 18 avril   | @ Oklahoma City | V 102-95  | Donovan Mitchell (28) | Derrick Favors (16)   | Ricky Rubio (9)  | Chesapeake Energy Arena | 1 - 1 |
| 3     | 21 avril   | Oklahoma City   | V 115-102 | Ricky Rubio (26)      | Rudy Gobert (12)      | Ricky Rubio (10) | Vivint Smart Home Arena | 2 - 1 |
| 4     | 23 avril   | Oklahoma City   | V 113-96  | Donovan Mitchell (33) | Rudy Gobert (10)      | Ricky Rubio (8)  | Vivint Smart Home Arena | 3 - 1 |
| 5     | 25 avril   | @ Oklahoma City | D 99-107  | Jae Crowder (27)      | Ricky Rubio (12)      | Ricky Rubio (7)  | Chesapeake Energy Arena | 3 - 2 |
| 6     | 27 avril   | Oklahoma City   | V 96-91   | Donovan Mitchell (38) | Rudy Gobert (13)      | Joe Ingles (5)   | Vivint Smart Home Arena | 4 - 2 |

| Match | Date match | Équipe    | Score     | Meilleur marqueur       | Meilleur rebondeur | Meilleur passeur      | Lieux Spectateurs       | Série |
| ----- | ---------- | --------- | --------- | ----------------------- | ------------------ | --------------------- | ----------------------- | ----- |
| 1     | 29 avril   | @ Houston | D 96-110  | Crowder & Mitchell (21) | Rudy Gobert (9)    | Ingles & Mitchell (5) | Toyota Center           | 0 - 1 |
| 2     | 2 mai      | @ Houston | V 116-108 | Joe Ingles (27)         | Rudy Gobert (14)   | Donovan Mitchell (11) | Toyota Center           | 1 - 1 |
| 3     | 4 mai      | Houston   | D 92-113  | Royce O'Neale (17)      | Rudy Gobert (9)    | Raul Neto (4)         | Vivint Smart Home Arena | 1 - 2 |
| 4     | 6 mai      | Houston   | D 87-100  | Donovan Mitchell (25)   | Rudy Gobert (10)   | Joe Ingles (4)        | Vivint Smart Home Arena | 1 - 3 |
| 5     | 8 mai      | @ Houston | D 102-112 | Donovan Mitchell (24)   | Rudy Gobert (9)    | Donovan Mitchell (9)  | Toyota Center           | 1 - 4 |

### Confrontations en saison régulière
| Conférence Est      | Conférence Est                               | Conférence Est                               | Conférence Ouest                             | Conférence Ouest                             | Conférence Ouest                             | Conférence Ouest                             | Conférence Ouest                             |
| Division Atlantique | Division Atlantique                          | Division Atlantique                          | Division Nord-Ouest                          | Division Nord-Ouest                          | Division Nord-Ouest                          | Division Nord-Ouest                          | Division Nord-Ouest                          |
| Équipe              | Domicile                                     | Extérieur                                    | Équipe                                       | Domicile                                     | Domicile                                     | Extérieur                                    | Extérieur                                    |
| ------------------- | -------------------------------------------- | -------------------------------------------- | -------------------------------------------- | -------------------------------------------- | -------------------------------------------- | -------------------------------------------- | -------------------------------------------- |
| Boston              | 94-97                                        | 107-95                                       | Denver                                       | 106-96                                       | 106-77                                       | 83-107                                       | 91-99                                        |
| Brooklyn            | 114-106                                      | 107-118                                      | Minnesota                                    | 98-109                                       | 116-108                                      | 97-100                                       | 121-97                                       |
| New York            | 115-117                                      | 101-106                                      | Oklahoma City                                | 96-87                                        | 89-103                                       | 94-100                                       | 79-107                                       |
| Philadelphie        | 97-104                                       | 86-107                                       | Portland                                     | 112-103 (OT)                                 | 81-100                                       | 115-96                                       | 93-102                                       |
| Toronto             | 100-109                                      | 97-93                                        |                                              |                                              |                                              |                                              |                                              |
|                     | 1–4                                          | 2–3                                          |                                              | 5–3                                          | 5–3                                          | 2–6                                          | 2–6                                          |
| Division            | 3–7                                          | 3–7                                          | Division                                     | 7–9                                          | 7–9                                          | 7–9                                          | 7–9                                          |
| Division Atlantique | Division Atlantique                          | Division Atlantique                          | Division Nord-Ouest                          | Division Nord-Ouest                          | Division Nord-Ouest                          | Division Nord-Ouest                          | Division Nord-Ouest                          |
| Équipe              | Domicile                                     | Extérieur                                    | Équipe                                       | Domicile                                     | Domicile                                     | Extérieur                                    | Extérieur                                    |
| Chicago             | 110-80                                       | 100-103                                      | Golden State                                 | 129-99                                       | 119-79                                       | 101-126                                      | 110-91                                       |
| Cleveland           | 104-101                                      | 100-109                                      | L.A. Clippers                                | 125-113                                      | 117-95                                       | 84-102                                       | 126-107                                      |
| Detroit             | 110-79                                       | 98-95 (OT)                                   | L.A. Lakers                                  | 96-81                                        | 117-110                                      | 112-97                                       |                                              |
| Indiana             | 94-109                                       | 104-84                                       | Phoenix                                      | 107-97                                       | 116-88                                       | 88-97                                        | 129-97                                       |
| Milwaukee           | 121-108                                      | 100-117                                      | Sacramento                                   | 103-97                                       |                                              | 120-105                                      | 98-91                                        |
|                     | 4–1                                          | 2–3                                          |                                              | 9–0                                          | 9–0                                          | 6–3                                          | 6–3                                          |
| Division            | 6–4                                          | 6–4                                          | Division                                     | 15–3                                         | 15–3                                         | 15–3                                         | 15–3                                         |
| Division Atlantique | Division Atlantique                          | Division Atlantique                          | Division Nord-Ouest                          | Division Nord-Ouest                          | Division Nord-Ouest                          | Division Nord-Ouest                          | Division Nord-Ouest                          |
| Équipe              | Domicile                                     | Extérieur                                    | Équipe                                       | Domicile                                     | Domicile                                     | Extérieur                                    | Extérieur                                    |
| Atlanta             | 94-99                                        | 90-104                                       | Dallas                                       | 104-89                                       | 97-90                                        | 119-112                                      |                                              |
| Charlotte           | 106-94                                       | 88-99                                        | Houston                                      | 101-112                                      | 85-96                                        | 110-137                                      | 99-120                                       |
| Miami               | 74-84                                        | 102-103                                      | Memphis                                      | 107-97                                       |                                              | 92-88                                        | 95-78                                        |
| Orlando             | 94-80                                        | 125-85                                       | New Orleans                                  | 114-108                                      | 98-108                                       | 133-109                                      | 116-99                                       |
| Washington          | 116-69                                       | 107-104                                      | San Antonio                                  | 100-89                                       | 101-99                                       | 120-111                                      | 120-124 (OT)                                 |
|                     | 3–2                                          | 2–3                                          |                                              | 6–3                                          | 6–3                                          | 6–3                                          | 6–3                                          |
| Division            | 5–5                                          | 5–5                                          | Division                                     | 12–6                                         | 12–6                                         | 12–6                                         | 12–6                                         |
| Conférence          | 14–16 (Domicile : 8–7 ; Extérieur : 6–9)     | 14–16 (Domicile : 8–7 ; Extérieur : 6–9)     | Conférence                                   | 34–18 (Domicile : 20–6 ; Extérieur : 14–12)  | 34–18 (Domicile : 20–6 ; Extérieur : 14–12)  | 34–18 (Domicile : 20–6 ; Extérieur : 14–12)  | 34–18 (Domicile : 20–6 ; Extérieur : 14–12)  |
| Total               | 48–34 (Domicile : 28–13 ; Extérieur : 20–21) | 48–34 (Domicile : 28–13 ; Extérieur : 20–21) | 48–34 (Domicile : 28–13 ; Extérieur : 20–21) | 48–34 (Domicile : 28–13 ; Extérieur : 20–21) | 48–34 (Domicile : 28–13 ; Extérieur : 20–21) | 48–34 (Domicile : 28–13 ; Extérieur : 20–21) | 48–34 (Domicile : 28–13 ; Extérieur : 20–21) |

## Effectif
| Jazz de l’Utah Effectif en fin de saison régulière |    |                        |                    |                |
| Entraîneur : Quin Snyder                           |    |                        |                    |                |
| Pivot                                              | 13 | Drapeau des États-Unis | Tony Bradley       | North Carolina |
| Arrière                                            | 10 | Drapeau des États-Unis | Alec Burks         | Colorado       |
| Ailier, Ailier fort                                | 99 | Drapeau des États-Unis | Jae Crowder        | Marquette      |
| Meneur                                             | 11 | Drapeau de l'Australie | Dante Exum         | Australie      |
| Ailier fort, Pivot                                 | 15 | Drapeau des États-Unis | Derrick Favors     | Georgia Tech   |
| Pivot                                              | 27 | Drapeau de la France   | Rudy Gobert        | France         |
| Ailier, Arrière                                    | 2  | Drapeau de l'Australie | Joe Ingles         | Australie      |
| Ailier fort                                        | 8  | Drapeau de la Suède    | Jonas Jerebko      | Suède          |
| Ailier                                             | 21 | Drapeau des États-Unis | Erik McCree (TW)   | Louisiana Tech |
| Arrière                                            | 45 | Drapeau des États-Unis | Donovan Mitchell   | Louisville     |
| Meneur                                             | 25 | Drapeau du Brésil      | Raulzinho Neto     | Brésil         |
| Ailier fort, Ailier                                | 31 | Drapeau des États-Unis | Georges Niang (TW) | Iowa State     |
| Ailier                                             | 23 | Drapeau des États-Unis | Royce O'Neale      | Baylor         |
| Meneur                                             | 3  | Drapeau de l'Espagne   | Ricky Rubio        | Espagne        |
| Arrière, Ailier                                    | 22 | Drapeau de la Suisse   | Thabo Sefolosha    | Suisse         |
| Meneur                                             | 5  | Drapeau des États-Unis | David Stockton     | Gonzaga        |
| Ailier fort, Pivot                                 | 33 | Drapeau des États-Unis | Ekpe Udoh          | Baylor         |
| (C) - Capitaine, (TW) - Two-way contract, - Blessé |    |                        |                    |                |

## Transactions

### Échanges
| 22 juin 2017   | A Jazz de l'UtahDroits sur le 13e choix de la Draft 2017 : Donovan Mitchell                                                        | A Nuggets de DenverTrey Lyles Droits sur le 24e choix de la Draft 2017 : Tyler Lydon |
| 22 juin 2017   | A Jazz de l'UtahDroits sur le 28e choix de la Draft 2017 : Tony Bradley                                                            | A Lakers de Los AngelesDroits sur le 30e choix de la Draft 2017 : Josh Hart Droits sur le 42e choix de la Draft 2017 : Thomas Bryant                                                                                   |
| 30 juin 2017   | A Jazz de l'UtahRicky Rubio | A Timberwolves du MinnesotaPremier tour de Draft 2018 |
| 8 février 2018 | A Jazz de l'UtahJae Crowder (de Cleveland) Derrick Rose (de Cleveland) Droit d'échange du second tour de draft 2024 (de Cleveland) | A Kings de SacramentoJoe Johnson (de Utah) Iman Shumpert (de Cleveland) Second tour de draft 2020 (de Miami via Cleveland) Droits sur Dimítris Agravánis (de Cleveland) Compensation financière (de Utah et Cleveland) |
| 8 février 2018 | A Cavaliers de ClevelandRodney Hood (de Utah) George Jesse Hill (de Sacramento) Droits sur Artūras Gudaitis (de Sacramento)        | |

### Joueurs qui re-signent
| Date       | Joueur     | Contrat                            |
| ---------- | ---------- | ---------------------------------- |
| 21/07/2017 | Joe Ingles | Contrat de 52 000 000 $ sur 4 ans. |

### Arrivés
| Date       | Joueur           | Contrat                           | Provenance                              |
| ---------- | ---------------- | --------------------------------- | --------------------------------------- |
| 05/07/2017 | Donovan Mitchell | Contrat de 5 730 000 $ sur 2 ans  | Cardinals de Louisville (NCAA)          |
| 05/07/2017 | Tony Bradley     | Contrat de 3 090 000 $ sur 2 ans  | Tar Heels de la Caroline du Nord (NCAA) |
| 17/07/2017 | Jonas Jerebko    | Contrat de 8 200 000 $ sur 2 ans  | Celtics de Boston                       |
| 18/07/2017 | Thabo Sefolosha  | Contrat de 10 500 000 $ sur 2 ans | Hawks d'Atlanta                         |
| 19/07/2017 | Royce O'Neale    | Contrat de 3 800 000 $ sur 3 ans  | CB Gran Canaria                         |
| 20/07/2017 | Ekpe Udoh        | Contrat de 6 500 000 $ sur 2 ans  | Fenerbahçe Ülker                        |
| 06/04/2018 | David Stockton   | Contrat de 44,495 $ sur 1 an      | Jazz de l'Utah                          |

#### Two-way contract
| Date       | Joueur        | Provenance                             |
| ---------- | ------------- | -------------------------------------- |
| 20/07/2017 | Eric Griffin  | Hapoël Gilboa Galil                    |
| 23/09/2017 | Nate Wolters  | Étoile rouge de Belgrade               |
| 21/12/2017 | Erik McCree   | Heat de Miami                          |
| 23/12/2017 | Naz Long      | Stars de Salt Lake City (NBA G League) |
| 14/01/2018 | Georges Niang | Warriors de Santa Cruz (NBA G League)  |

#### Contrat de 10 jours
| Date       | Joueur         | Provenance                             |
| ---------- | -------------- | -------------------------------------- |
| 11/02/2018 | Naz Long       | Stars de Salt Lake City (NBA G League) |
| 24/02/2018 | Naz Long       | Jazz de l'Utah                         |
| 17/03/2018 | David Stockton | Bighorns de Reno (NBA G League)        |
| 27/03/2018 | David Stockton | Jazz de l'Utah                         |

### Départs
| Date       | Joueur          | Raison départ                            | Nouvelle équipe ¹                      |
| ---------- | --------------- | ---------------------------------------- | -------------------------------------- |
| 01/07/2017 | Gordon Hayward  | Agent libre                              | Celtics de Boston                      |
| 01/07/2017 | George Hill     | Agent libre                              | Kings de Sacramento                    |
| 01/07/2017 | Shelvin Mack    | Agent libre                              | Magic d'Orlando                        |
| 01/07/2017 | Jeff Withey     | Agent libre                              | Mavericks de Dallas                    |
| 13/07/2017 | Boris Diaw      | Coupé                                    | Levallois Metropolitans                |
| 07/10/2017 | Taylor Braun    | Non retenu après les camps entraînements | Stars de Salt Lake City (NBA G League) |
| 12/10/2017 | Torian Graham   | Non retenu après les camps entraînements | Stars de Salt Lake City (NBA G League) |
| 14/10/2017 | Naz Long        | Non retenu après les camps entraînements | Stars de Salt Lake City (NBA G League) |
| 14/10/2017 | Kendall Pollard | Non retenu après les camps entraînements | Stars de Salt Lake City (NBA G League) |
| 16/10/2017 | Joel Bolomboy   | Non retenu après les camps entraînements | Bucks de Milwaukee                     |
| 21/12/2017 | Eric Griffin    | Coupé                                    |                                        |
| 22/12/2017 | Nate Wolters    | Coupé                                    |                                        |
| 13/01/2018 | Naz Long        | Coupé                                    | Stars de Salt Lake City (NBA G League) |
| 10/02/2018 | Derrick Rose    | Coupé                                    |                                        |
| 21/02/2018 | Naz Long        | Fin du contrat de 10 jours               | Jazz de l'Utah                         |

### Joueurs "agents libres" à la fin de la saison
| Joueur         | Fin de saison         |
| -------------- | --------------------- |
| Dante Exum     | Agent libre restreint |
| Derrick Favors | Agent libre           |
| Raulzinho Neto | Agent libre restreint |